# Соболева, Лариса Степановна
Лари́са Степа́новна Со́болева (род. 26 октября 1948) — российский литературовед, доктор филологических наук, профессор департамента филологии ИГНИ Уральского федерального университета.

## Биография
Родилась на станции Поспелиха Алтайского края. Окончила отделение общего языкознания гуманитарного факультета Новосибирского государственного университета (1971). Преподавала в Свердловском педагогическом институте (1976—1988); заведовала лабораторией археографии Института истории и археологии УрО РАН (1988—1991). С 1992 работает на кафедре фольклора и древней литературы УрГУ (ныне УрФУ). С 2012 — заведует этой кафедрой.

## Направления научной работы
Кандидатская диссертация посвящена исследованию памятников Борисоглебского цикла (XIII—XVI вв.) (1981). Тема докторской диссертации — «Рукописная словесность Урала: наследование традиций и обретение самобытности» (2006). Л. С. Соболева — специалист в области древнерусской литературы, книжной культуры и истории литературы Урала и Сибири, археографии. Читает лекции по древнерусской литературе, а также спецкурсы «История русской святости в образах и праздниках», «Рукописная литература Урала», «История рукописной старопечатной книги», «Словесность и история» и др. Сфера научных интересов: фольклор и древнерусская литература, региональная литература, старообрядчество, христианская традиция в культуре, агиография и церковное красноречие.
Главный редактор серии «Гуманитарные науки» журнала «Известия Уральского государственного университета» (2006—2013); главный редактор научного журнала «Quaestio Rossica» (Россия), член редколлегии научных журналов «Acta Neophilologica» (Польша), «Филологический класс» (Россия). Член учёного совета Объединённого музея писателей Урала. Член редколлегии и один из авторов академической «Истории литературы Урала. Конец XIV–XVIII вв.», лауреат премии им. П. П. Бажова (2013), премии УрО РАН им. П. И. Рычкова (2013).

## Основные работы
- Рукописная словесность Урала: наследование традиций и обретение самобытности : в 2 т. Екатеринбург, 2005. Т. 1 : Рукописный облик устного слова; Т. 2 : Рукописная традиция строгановского региона;
- Литературный процесс на Урале в контексте историко-культурных взаимодействий: конец XIV—XVIII в. Екатеринбург, 2006 (в соавт.)
- Рукописная и старопечатная книга Древней Руси : учеб. пособие. Екатеринбург, 2007.
- История литературы Урала. Конец XIV—XVIII в. / Глав. ред.: В. В. Блажес, Е. К. Созина. М. : Языки славянской культуры, 2012. Авторские: Введение; часть I, гл. 1.1 (с. 25—51); часть III, гл. 3.2, 3.3, 4.1.1 (с. 158—191); часть IV, гл. 2 (с. 215—225); часть V, гл. 1, (с. 230—238), 3, 4 (с. 254—288); часть VI, введение, гл. 3 (с. 289—292, 310—325) Всего 136 с. (17 п.л.)
- Русская песня и европейский романс в рукописном сборнике начала XIX в.: эмоциональная культура на переломе эпох. Екатеринбург : Изд-во Урал. ун-та, 2017. (в соавт.)
- Сборник проповедей XVII века «Статир»: сакральные образы и автор. Екатеринбург : Изд-во Урал. ун-та, 2022.